# Le Quatuor
Pour les articles homonymes, voir Le Quatuor (film).
Le Quatuor est un ensemble musical humoristique français. Le groupe est formé en 1980 et actif jusqu'à début 2015.
Le groupe est composé de Jean-Claude Camors (violon, composition), Laurent Vercambre (violon), Pierre Ganem (alto), Jean-Yves Lacombe (violoncelle et contrebasse). Ces quatre musiciens, également chanteurs, enchaînent sur un rythme endiablé et sans transitions des morceaux des styles les plus variés, classique, jazz, variétés, pop, etc.

## Biographie
Laurent Vercambre crée en 1979 le groupe Confrérie des fous, dans le style folk « délirant » de la fin des années 1970. Ses musiciens élaborent un folk rock, teinté de musique ancienne, se voulant le reflet des fêtes de fou moyenâgeuses. Devenue trop difficile à gérer, la formation éclate en 1980. Laurent Vercambre, Pierre Ganem, Michel Boullerne et Jean-Yves Lacombe fondent alors le Quatuor.
L'appellation « Le Quatuor » a été trouvée par Pierre Ganem, qui voulait se démarquer des autres quatuors classiques portant un nom spécifique. Les membres du Quatuor dansent et chantent tout en jouant des chansons connues, insèrent des airs populaires dans des morceaux classiques (comme quelques notes de Vive le vent d'hiver dans Allegro Bestiale de Jan De Smet), ou remplacent leurs archets par des objets incongrus, comme des cintres en bois ou des peignes. Ils montrent également leurs talents en jouant de la contrebasse avec les pieds tout en tenant leurs violons à la main, en échangeant leurs instruments contre un violon à pavillon, un tuba, ou même des guitares électriques.
Certains de leurs sketchs deviennent leurs standards, comme Les Chaises : les quatre membres jouent aux chaises musicales tout en jouant l'Allegro bestiale. Ils finissent le sketch à quatre juchés sur une seule chaise ; La Leçon de musique : Jean-Claude Camors interprète un professeur de musique autoritaire parlant un mélange de français, d'anglais, d'allemand et d'italien, donnant un cours sur la présentation du musicien sur la scène, puis sur deux morceaux de Jean-Sébastien Bach et de Wolfgang Amadeus Mozart. Durant ce sketch, Jean-Claude Camors et Laurent Vercambre se retrouvent à jouer du square-dance chacun sur un violon tenu par l'autre, et Jean-Yves Lacombe troque son archet contre une corde à sauter pour jouer les notes de Ah ! vous dirai-je, maman ; La Leçon de chant : Jean-Claude Camors réinterprète le professeur de musique qui donne cette fois-ci un cours de chant à Jean-Yves Lacombe pour interpréter au mieux sa chanson La Vache. Une autre pièce maîtresse de leurs performances scéniques est l'interprétation à quatre sur un même violoncelle de On the Road Again de Canned Heat.
Entre 2002 et 2004, Le Quatuor part en tournée avec le spectacle Sur la corde rêve (mis en scène par Alain Sachs) qui fera l'objet d'une sortie DVD en 2003. Entre 2005 et 2010, leur spectacle Corps à cordes laisse place à quelques compositions originales mettant en scène leurs histoires. En 2007, il fera également l'objet d'une sortie DVD. En 2011, Le Quatuor crée le spectacle Danseurs de cordes d'Alain Sachs. De septembre 2012 à janvier 2013, les musiciens en donnent un marathon de 80 représentations au Théâtre des Bouffes-Parisiens à Paris.
Les membres du Quatuor ont finalement envie « de faire un peu moins de Quatuor » et « d'avoir des périodes pour des travaux plus personnels ». Le Quatuor prévoit ainsi de s'arrêter fin 2014, après plus de trente ans d'activité. Le 28 septembre 2013, le Quatuor crée son spectacle d'adieu intitulé Bouquet final à l'Espace Michel-Simon à Noisy-le-Grand, en Seine-Saint-Denis, prélude à une tournée d'adieu 2013-2014,.
Après 35 ans d'existence, le Quatuor fait ses adieux à la scène en donnant une série de spectacles jusqu'au 10 janvier 2015 au théâtre des Bouffes-Parisiens.

## Discographie

### Spectacles et participations
- 1980 : Premiers pas et première tournée en Bretagne De Bach aux Beatles ; débuts à Paris au Théâtre de la Vieille Grille en décembre 1980 ; participation à des émissions télévisées en France, en Belgique et en Suisse.
- 1982 : Spectacle De Vivaldi au Rock'n'roll (prix René Praile du meilleur spectacle au festival Off d’Avignon), enregistrement public au Théâtre du Forum des Halles à Paris, 45 tours « Scoubidou » et 33 tours « Sur le Vif » (vinyl uniquement) avec Ganem, Vercambre, Michel Boullerne (violon, chant) et Sylvain du Pasquier (violoncelle, chant).
- 1984 : Spectacle De Buxtehude à Stockhausen (participation à cette pièce de Bernard Maître).
- 1987 : Spectacle Violons dingues de Jean Paul Rolin (contribution à la réalisation).
- 1988 : Intégration de Laurent Cirade (violoncelle) en remplacement de Sylvain Du Pasquier.
- 1989 : Fresque commémorative 1789... et nous (collaboration avec le ballet de Maurice Béjart ; représentations au Grand Palais à Paris, à Chateauvallon, à Bruxelles et Lausanne).
- 1990 : Intégration de Jean-Claude Camors (violon) en remplacement de Michel Boullerne.
- 1993 : Spectacle Le Diable aux cordes (Molière du spectacle musical en 1994).
- 1995 : Film La Belle Verte de Coline Serreau (interprétation d'une chanson).
- 1996—1998 : Spectacle Il pleut des cordes d'Alain Sachs (Victoire de la Musique en 1998 et second Molière du spectacle musical en 2003)[8].
- 2000—2001 : Retour de Jean-Yves Lacombe en remplacement de Laurent Cirade.
- 2002—2004 : Spectacle Sur la corde rêve d'Alain Sachs (troisième Molière du Meilleur Spectacle Musical en 2003).
- 2005—2010 : Spectacle Corps à cordes d'Alain Sachs.
- 2010 : Film Gainsbourg, vie héroïque de Joann Sfar (apparition dans le rôle des frères Jacques).
- 2010 : Participation au concert de reformation de Malicorne le 15 juillet 2010 aux Francofolies de La Rochelle : interprétation d'un titre du répertoire du Quatuor (Le roi s'ennuie) et accompagnement sur quelques titres de Malicorne.
- 2011—2013 : Spectacle Danseurs de cordes d'Alain Sachs.
- 2013—2014 : Spectacle Bouquet final (création le 28 septembre 2013 à l'Espace Michel-Simon à Noisy-le-Grand)

### Vidéographie
- 2003 : Sur la corde rêve (DVD)
- 2007 : Corps à cordes (DVD)

## Distinctions
- Molière du spectacle musical en 1994, 1998 et 2003
  - Nomination en 1997 et 2007
- Victoire du spectacle humoristique en 1998 pour Il pleut des cordes
- Grand prix Sacem 2015 : Grand prix de l'humour

## Membres

### Derniers membres
- Jean-Claude Camors — violon, composition
- Laurent Vercambre — violon
- Pierre Ganem — alto
- Jean-Yves Lacombe — violoncelle, contrebasse

### Anciens membres
- Sylvain Dupasquier — violoncelle (1980-1988)
- Michel Boullerne — violon (1980-1990)
- Laurent Cirade — violoncelle (1988-2000)